# Тет (буква финикийского алфавита)
Тет (тъет, ‏𐤈‏‎) — девятая буква финикийского алфавита. Обозначала звук [tˤ], обычно транслитерируется как ṭ.

## Происхождение
Название буквы переводится с финикийского языка как «колесо». Как и в случае со всеми буквами финикийского алфавита, согласно наиболее распространённым версиям символ происходит от египетского иероглифа.

## Потомки в поздних алфавитах
- греческий: Θ, θ (тета)
  - кириллица: Ѳ, ѳ
  - этрусский: 𐌈
- арамейский: 𐡈
  - сирийский: ܛ
    - арабский: ط (та) и ﻅ (за)

  - еврейский: ט (тет)